# Öffentlichkeitsprinzip (Schweden)
Offentlighetsprincipen (das Öffentlichkeitsprinzip) ist in Schweden das Recht, bei Behörden und Ämtern in alle Akten und Dokumente Einsicht nehmen zu können. Dieses Recht ist seit 1766 in der Verfassung verankert und wird von vielen Schweden als unersetzlich für die Demokratie angesehen.
In Schweden soll die gesamte staatliche und kommunale Tätigkeit im Lichte der Öffentlichkeit erfolgen. Die Bestimmungen zu diesem sehr alten Grundsatz der Öffentlichkeit stehen auch heute in der Verfassung, d. h. im Gesetz über die Pressefreiheit (Tryckfrihetsförordningen).
Der Grundsatz der Öffentlichkeit soll eine allgemeine Einsichtnahme durch die Mitbürger gewährleisten. Dies bedeutet, dass alle in einer Behörde vorhandenen Akten und Dokumente – einschließlich Bandaufnahmen und in Computer gespeicherte Daten – für die Allgemeinheit zugänglich sind. Offenheit ist hierbei die Grundregel, Geheimhaltung die Ausnahme. Es muss demnach immer eine gesetzliche Begründung vorliegen, wenn die Herausgabe von Informationen oder Unterlagen durch eine Behörde verweigert wird. Auch ist es den Behörden untersagt, Nachforschungen über die Identität des anfragenden Bürgers anzustellen oder nach Gründen für die Einsichtnahme zu fragen. Ausgenommen davon sind Dokumente, die teilweiser Geheimhaltung unterliegen und bei denen die Gründe für eine Prüfung des Rechts der Einsichtnahme entscheidend sind. Es gibt auch Dokumente, die prinzipiell der Geheimhaltung unterliegen; dazu gehören z. B. Krankenakten.